# Paxton's Magazine of Botany
Paxton's Magazine of Botany (abreviado Paxton's Mag. Bot.) fue una revista ilustrada con descripciones botánicas que fue editada en Londres. Se editaron 16 números desde 1834 hasta 1849 con el nombre de Paxton's Magazine of Botany, and Register of Flowering Plants.